# Berango
Berango és un municipi de Biscaia, a la comarca d'Uribe.

## Geografia
Berango limita amb Sopelana pel nord, amb Urduliz pel nord-est, amb Erandio pel sud-est i amb Getxo per l'Oest. En aquesta zona de materials eocènics sobre els quals l'erosió ha llaurat un paisatge obert, només destaquen alguns pujols com les muntanyes de Munarrikolanda (256 msnm), Saiherri (197 msnm) i Agirremendi (154 msnm). El riu Gobela recorre part del municipi i va a desembocar a la badia de l'Abra. Rep els rierols Larrañazubi i nombroses fonts naturals.

## Història
La història de Berango es remunta a 40.000 anys. En aquesta època l'home prehistòric es trobava en la franja costanera que s'estén des de la ria de Plentzia fins a la ria de Bilbao. S'ha trobat restes d'útils de pedrenyal, així com les restes de túmuls funeraris descoberts en Munarrikolanda, en els quals enterraven als seus morts fa ara uns 3.000 o 4.000 anys. Abans que comencés la nostra Era, els habitants de Berango eren tinguts com pertanyents a la tribu basca dels caristis, car aquests, segons Estrabó estaven assentats en un extens territori, delimitat per les localitats que avui coneixem com Deba, Getxo, Treviño i Miranda.
Gran part de les terres que ocupaven els caristis passaria a dir-se més tard Biscaia, nom que ja és esmentat en documentació datada entorn de l'any 900. De l'època medieval queden les cases-torre, destacant, per la seva conservació i la seva antiguitat, la d'Otxandategi que va poder haver-se manat construir en la primera meitat del segle xiii. Sobre la porta d'accés al seu interior es pot veure, esculpit en pedra, un escut d'armes que simbolitza l'enllaç d'una hereva d'aquest solar amb el V Senyor de Butrón, celebrat cap a l'any 1370, i que fa una dècada va ser adoptat pel poble com el seu blasó distintiu. El primer testimoniatge documental sobre l'existència de l'església parroquial es remunta a l'any 1416, encara que Iturriza va més enllà i assegura que va ser construïda pels seus feligresos al segle xii. En quant a l'ermita de Santa Ana, s'ha trobat documentació que revela s'estava construint l'any 1627. L'antiguitat dels caserius, que és equivalent a l'antiguitat dels cognoms autòctons ja que aquests van néixer dels noms d'aquells, es remunta a mitjan segle xv Entre els vuit molins fariners que va haver en Berango destaca per la seva antiguitat, contrastada documentalment, el de Poza.
Va ser aquest molí, que va ser conegut com "les aseñas de Poza de Merana" el qual, en la primera meitat del segle xiv, va heretar "doña Mencía". L'hi donà el seu pare, a les mans del qual havia arribat per la seva dona, la filla d'Iñigo Ortiz de Ibargoen, del que sa sap que va morir en la batalla d'Altamira de l'any 1275. A Berango li va tocar també viure de prop dramàtiques vicissituds guerreres, especialment en aquelles batalles en les quals van intervenir els Ibargoen i els Butrón durant els segles xiii, XIV i XV. Sobre els habitants que ha tingut Berango a través dels temps hi ha dades fiables a partir de 1515. El creixement anterior a 1960 va ser molt lent a causa de l'emigració cap a zones com Amèrica. En les dècades dels 60 i 70 va ser vertiginós pel procés d'industrialització. La crisi dels 80 va frenar en sec l'augment poblacional. El gener de 2009 registra una població de 6.588 habitants.

## Personatges cèlebres
- Simón Pedro de Otxandategi: arquitectel.
- Ricardo Otxoa: ciclista professional
- Javier Otxoa: ciclista professional
- Juan de Teccon: metereòleg